# Niphargidae
Niphargidae é uma família de anfípodes que integra os seguintes géneros:
- Carinurella Sket, 1971
- Foroniphargus G. Karaman, 1985
- Haploginglymus Mateus & Mateus, 1958
- Microniphargus Schellenberg, 1934
- Niphargellus Schellenberg, 1938
- Niphargobates Sket, 1981
- Niphargopsis Chevreux, 1922
- Niphargus Schiødte, 1847
- Pontoniphargus Dancău, 1970